# Andorinhão-de-chapman
Andorinhão-de-chapman ou andorinhão-da-guiana (Chaetura chapmani) é uma espécie de ave da família Apodidae.
Pode ser encontrada nos seguintes países: Brasil, Colômbia, Guiana Francesa, Guiana, Panamá, Suriname, Trinidad e Tobago e Venezuela.
Os seus habitats naturais são: florestas subtropicais ou tropicais húmidas de baixa altitude e florestas secundárias altamente degradadas.

## Subespécies
São reconhecidas duas subespécies:
- Chaetura chapmani chapmani (Hellmayr, 1907) - Panamá até Colômbia, Venezuela, Guianas, nordeste do Brasil e Trinidad.
- Chaetura chapmani viridipennis (Cherrie, 1916) - leste do Peru até leste da Bolívia e oeste da Amazônia brasileira. Anteriormente considerada espécie plena.[5]